# OT Serpentis
OT Serpentis (OT Ser / GJ 9520 / HIP 75187) es una estrella en la constelación de Serpens, concretamente en Serpens Caput. De magnitud aparente +10,08, se encuentra a 37,1 años luz de distancia del sistema solar.
Estrellas cercanas a OT Serpentis son DE Bootis y Gliese 568, situadas respectivamente a 4,6 y 5,7 años luz de distancia.
OT Serpentis es una enana roja de tipo espectral M1.5V.
Tiene una temperatura superficial de 3570 K y su masa solo supone el 55 % de la masa solar.
Brilla con una luminosidad —incluyendo una parte significativa de su energía emitida como radiación infrarroja— igual al 4,7 % de la luminosidad solar.
Su radio equivale al 52 % del radio solar, y gira sobre sí misma con una velocidad de rotación de 6 km/s —teniendo en cuenta que este es un valor mínimo—, lo que implica un período de rotación igual o inferior a 3,4 días.
El estudio de su campo magnético ha puesto de manifiesto que su topología magnética cambia significativamente en una escala de tiempo de medio año. Se piensa que la inclinación de su eje respecto a la Tierra es de ~45°.
OT Serpentis es una estrella muy joven con una edad comprendida entre 15 y 150 millones de años.
Es una estrella fulgurante, es decir, despide llamaradas que conllevan bruscos e impredecibles aumentos de brillo en todo el espectro electromagnético. Ejemplos bien conocidos de este tipo de estrellas son EV Lacertae y UV Ceti.